# RAVO (leerlooier)
RAVO is de naam van een voormalige leerlooierij en schoenfabriek in de Nederlandse stad Ravenstein.

## Ravenstein
Ravenstein kwam pas in 1814 bij Nederland. Het had namelijk altijd deel uitgemaakt van het Land van Ravenstein en dat hoorde niet tot de Meierij van 's-Hertogenbosch. De opname in een groter geheel leidde in eerste instantie niet tot een verbetering van de levensomstandigheden. Er waren jaarmarkten, er was handel en er was wat nijverheid op ambachtelijke schaal en huisarbeid.
Daarnaast was Ravenstein een vestingstad die binnen de omwalling weinig ruimte bood.
Pas omstreeks 1860 werden er nieuwe bedrijven buiten de binnenstad gevestigd.

## Bedrijfsgeschiedenis
In 1852 kocht Johannes Suermondt (1820-1902), handelaar in manufacturen, met zijn vrouw Petronella Maria Donkers een leerlooierij in de binnenstad, waar een achttal 'knechts' in dienst waren. Deze was voordien eigendom van de familie Gernes. Petronella begon met een schoenmakerij. De vader van Petronella, Henri Donkers, werd bedrijfsleider.
Een van hun zoons, Ignatius Suermondt (1852-1935) trouwde in 1884 met Maria Anna Elisabeth van der Wijst. In 1885 wil hij een eigen looierij te beginnen. Hij krijgt een vergunning, maar alleen als het bedrijf op de wal, dus buiten de stad, wordt opgericht, gezien de te verwachten overlast. Hij verklaart dat hij daartoe zal bezigen houten kuipen, op en in de grond te plaatsen, voorts aldaar te verzamelen huiden, looi en aldatgene wat gerekend kan worden tot ’t bedrijf of de uitoefening eener leerlooierij te behooren. Het afvalwater werd in de gracht gedumpt naar de gewoonte van die tijd.
In 1888 nam Ignaas ook het bedrijf van zijn vader over. Uit dit alles ontwikkelde zich de Stoom en Schoenlederfabriek Firma Ignaat Suermondt. Er werkten 80 mensen en men produceerde laarzen, sokschoenen en pantoffels.
Sedert 1890 kwamen er steeds meer machines die aanvankelijk met de hand of de voet werden aangedreven. In 1899 kwam er een gasmotor. In de Nieuwstraat, waar zich de schoenmakerij bevond, werden een aantal panden gekocht en vanaf 1902 werd deze huizenrij geleidelijk vervangen door een fabriek. Zoon Willem Suermondt trad aan als eigenaar van het bedrijf. Hij was tevens amateurfotograaf.
Ten gevolge van de economische crisis ging de fabriek echter failliet in 1933 maar kon doorstarten met kapitaal van de schoonfamilie Hendriks. De naam werd veranderd in Ravo leder en schoenfabriek.
In 1959 werd de fabriek verplaatst naar de Stationssingel. De opkomst van goedkope schoenen uit het buitenland deed uiteindelijk de fabriek ten onder gaan. Op 12 mei 1986 sloot het bedrijf. De 85 werknemers kwamen op straat te staan. Tien van hen konden in een andere schoenfabriek, die bedrijfsschoenen maakte, aan de slag. Begin jaren 90 van de 20e eeuw werd de fabriek aan de Stationssingel gesloopt om plaats te maken voor nieuwbouw.